# Liste der Biografien/Tof
Liste der Biografien |
Portal Biografien |
Personensuche
# |
A |
B |
C |
D |
E |
F |
G |
H |
I |
J |
K |
L |
M |
N |
O |
P |
Q |
R |
S |
T |
U |
V |
W |
X |
Y |
Z |
?
 
Ta |
Tc |
Te |
Tf |
Tg |
Th |
Ti |
Tj |
Tk |
Tl |
Tm |
To |
Tq |
Tr |
Ts |
Tu |
Tv |
Tw |
Tx |
Ty |
Tz
 
Toa |
Tob |
Toc |
Tod |
Toe |
Tof |
Tog |
Toh |
Toi |
Toj |
Tok |
Tol |
Tom |
Ton |
Too |
Top |
Toq |
Tor |
Tos |
Tot |
Tou |
Tov |
Tow |
Tox |
Toy |
Toz
Die Liste der Biografien führt alle Personen auf, die in der deutschsprachigen Wikipedia einen Artikel haben. Dieses ist eine Teilliste mit 51 Einträgen von Personen, deren Namen mit den Buchstaben „Tof“ beginnt.

## Tof

### Tofa
- Tofaeono, Philomena (* 2000), amerikanisch-samoanische Beachhandballspielerin
- Tofalos, Dimitrios (1884–1966), griechischer Gewichtheber und Ringer
- Tófalvi, Éva (* 1978), rumänische Biathletin
- Tófalvi, Orsolya (* 1993), rumänische Biathletin
- Tofanelli, Stefano (1750–1812), italienischer Maler und Zeichner
- Tofano, Rosetta (1902–1960), italienische Schauspielerin
- Tofano, Sergio (1883–1973), italienischer Comiczeichner, Schriftsteller, Regisseur, Schauspieler und Maskenbildner
- Tofaute, Karl-Hermann (* 1946), deutscher Sprinter

### Tofe
- Tofer, Karl (1885–1942), estnischer Diplomat

### Toff
- Toff, Nico (* 1988), österreichischer Eishockeyspieler
- Toffa, Nadia (1979–2019), italienische Fernsehmoderatorin und Autorin
- Toffanin, Giuseppe (1891–1980), italienischer Romanist und Italianist
- Toffel, Billy (* 1916), Schweizer Jazz- und Unterhaltungsmusiker (Gitarre, Gesang, Kontrabass) und Schauspieler
- Töfferl, Andy (1955–2012), österreichischer Multiinstrumentalist, Schauspieler und Unterhaltungskünstler
- Toffler, Alvin (1928–2016), US-amerikanischer Futurologe und PublizistAlvin Toffler (1928–2016)

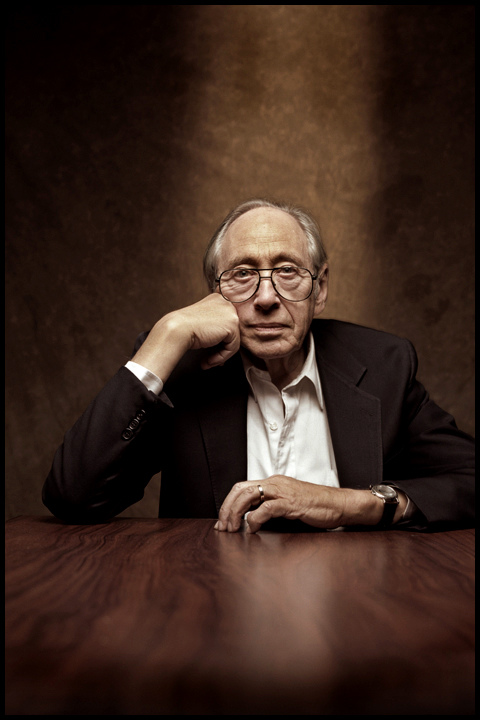
Alvin Toffler (1928–2016)

- Toffoli, Louis (1907–1999), französischer Maler und Grafiker
- Toffoli, Tyler (* 1992), kanadischer Eishockeyspieler
- Toffolo, Davide (* 1965), italienischer Musiker und Comiczeichner
- Toffolo, Harry (* 1995), englischer Fußballspieler
- Toffolutti, Ezio (* 1944), italienischer Bühnenbildner, Kostümbildner, Regisseur und Maler

### Tofi
- Tofi, Sagvan (* 1964), tschechischer Schauspieler, Drehbuchautor, Sänger und Model
- Tofield, Simon (* 1971), britischer Autor, Illustrator, Animator, Filmregisseur, Filmeditor und Effektekünstler
- Tofield, Thomas (1730–1779), englischer Botaniker und Wasseringenieur
- Tofigh, Jahanbakht (1931–1970), iranischer Ringer
- Tofilska, Weronika, polnische Regisseurin und Drehbuchautorin
- Tofini, Scipio (1836–1921), Priester und Generalvikar der Pallottiner
- Tofish, Dedewan (* 1969), irakischer Peschmerga-Offizier

### Toft
- Toft Hansen, Henrik (* 1986), dänischer Handballspieler
- Toft Hansen, René (* 1984), dänischer HandballspielerRené Toft Hansen (* 1984)

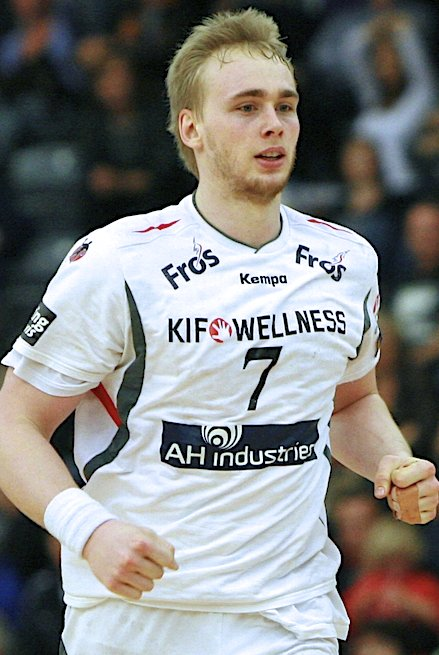
René Toft Hansen (* 1984)

- Toft Hansen, Ulrika (* 1987), schwedische Handballspielerin
- Toft Jørgensen, Andreas (* 1994), dänischer Dartspieler
- Toft Madsen, Martin (* 1985), dänischer Radrennfahrer
- Toft, Albert (1862–1949), britischer Bildhauer
- Toft, Alfonso (1866–1964), britischer Landschaftsmaler
- Toft, Bjarne (* 1945), dänischer Mathematiker
- Toft, Erik Thorsteinsen (* 1992), norwegischer Handballspieler
- Toft, Flemming (* 1948), dänischer Fernsehjournalist
- Toft, Gösta (* 1951), dänischer Volkswirt
- Toft, Hans Carl (1914–2001), dänischer Politiker (Konservative Volkspartei), Mitglied des Folketing, Innenminister
- Toft, Jürgen (* 1943), deutscher Orthopäde
- Toft, Mary, englisches Hausmädchen, das als „Hasenfrau“ zum Medienereignis wurdeMary Toft

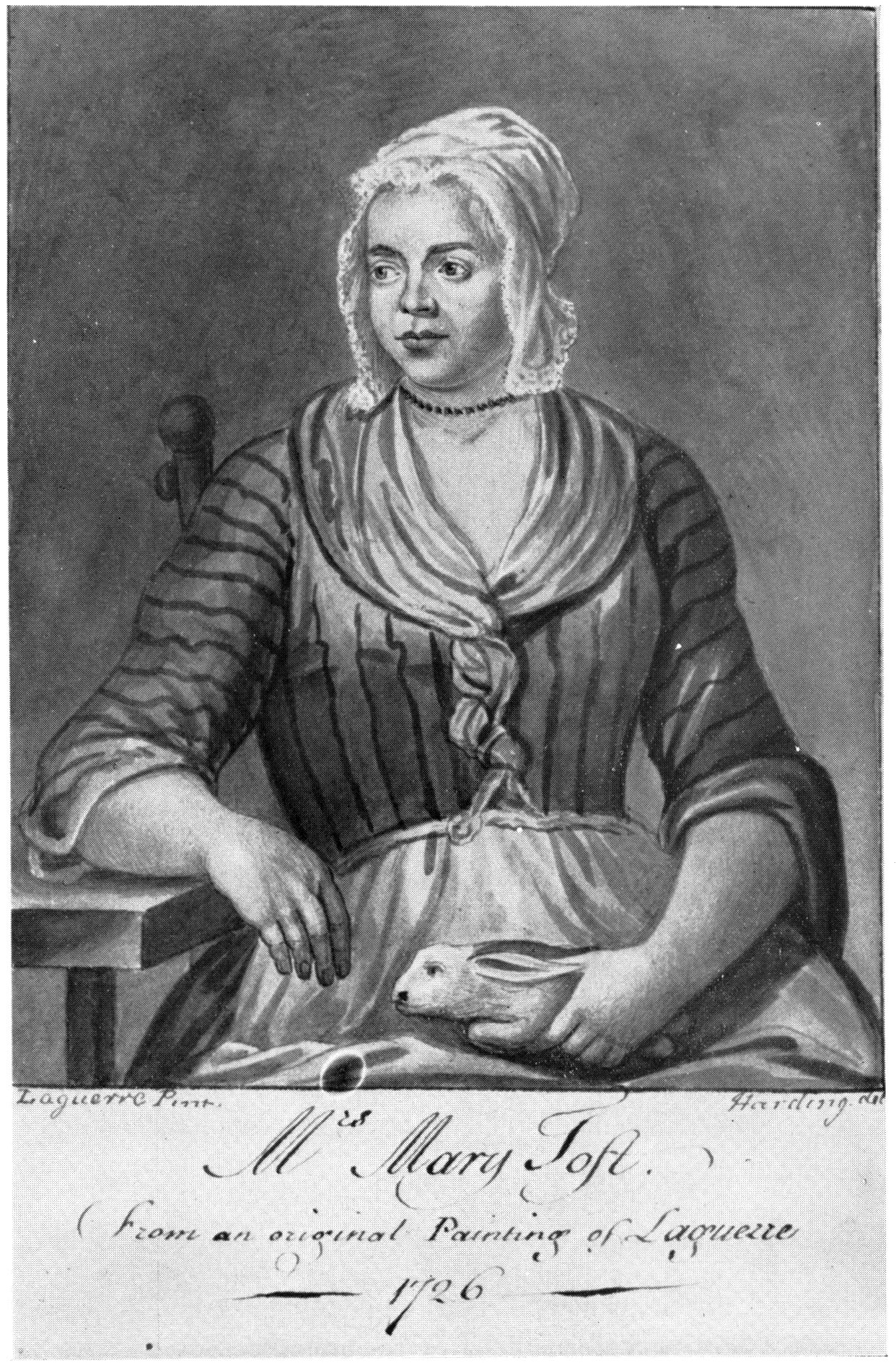
Mary Toft

- Toft, Sandra (* 1989), dänische Handballspielerin
- Toftdahl, Jeanette (* 1958), dänische Fußballspielerin
- Tofte, Arthur (1902–1980), amerikanischer Schriftsteller
- Tofte, Carl Christian (* 1969), dänischer Buchillustrator, Bildender Künstler und Rockmusiker
- Tofte, Marius (1894–1969), deutscher Gewerkschafter
- Tofte, Per (* 1935), norwegischer Schauspieler
- Tofte, Valdemar (1832–1907), dänischer Geiger und Musikpädagoge
- Tofthagen, Thomas (* 1973), norwegischer Gitarrist
- Tøfting, Stig (* 1969), dänischer Fußballspieler
- Tofts, Catherine († 1756), englische Opernsängerin (Sopran)